# Горбуны (Можайский район)
Горбуны — деревня в Можайском районе Московской области, в составе сельского поселения Замошинское. Численность постоянного населения по Всероссийской переписи 2010 года — 12 человек. До 2006 года Горбуны входили в состав Семёновского сельского округа.
Деревня расположена на западе района примерно в 29 км к юго-западу от Уваровки, недалеко от границы с Калужской областью, на левом берегу реки Рудня, высота над уровнем моря 232 м. Ближайшие населённые пункты — Люльки на юге, Кусково на северо-западе и Цветки на севере.